# Nessun dorma

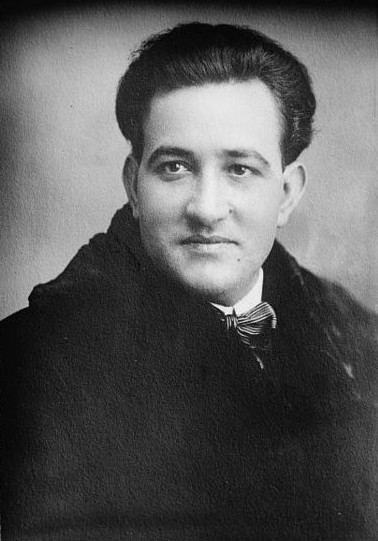
Miguel Fleta

Nessun dorma (wł. Nikomu nie wolno spać) – tenorowa aria z opery Turandot Giacoma Pucciniego przypisana do roli Kalafa. Libretto napisali Giuseppe Adami i Renato Simoni na podstawie sztuki Turandot Carla Gozziego. Pierwszy tę rolę w czasie światowej prapremiery opery zaśpiewał Miguel Fleta 25 kwietnia 1926 roku.
Aria jest najbardziej znanym utworem z tej opery i należy do podstawowego repertuaru tenorowego na świecie. W trakcie arii Kalaf czeka na wschód i rozmyśla o księżniczce Turandot.

## Kontekst
Kalaf odgaduje trzy zagadki zadawane wszystkim kandydatom do ręki księżniczki Turandot, jednakże księżniczka odrzuca myśl wyjścia za niego. Kalaf daje jej możliwość rewanżu i zadaje jej zagadkę, która polega na odgadnięciu jego imienia przed wschodem słońca. Jeśli odgadnie jego imię, książę zostanie ścięty. Oziębła i brutalna księżniczka zapowiada, że nikt z jej poddanych nie może spać tej nocy, dopóki imię tajemniczego przybysza nie będzie odkryte. Jeśli im się to nie uda, zostaną zamordowani.
Kalaf jest sam w ogrodzie oświetlonym światłem księżyca. W oddali słychać służbę księżniczki powtarzającą jej rozkaz. Kalaf, słysząc płacz służby w oddali, rozmyśla o księżniczce Turandot.

## Muzyka
Utwór został napisany w tonacji G-dur, metrum 4/4 i tempie andante sostenuto.
Motyw arii słychać ponownie w zakończeniu – wersji Franca Alfano, Luciana Berio i w formie repryzy duetu Christophera Tina i Susan Soon He Stanton.

## Nagrania
Aria Nessun dorma jest najsłynniejszym utworem opery i jednocześnie jest jedną z najczęściej wykonywanych arii tenorowych. Luciano Pavarotti spopularyzował ten utwór w latach 90. XX wieku, wykonując go na piłkarskich Mistrzostwach Świata w 1990 roku. Zarówno Pavarotti, jak i Plácido Domingo wydali single z arią, a wersja Pavarottiego zajęła drugie miejsce w Wielkiej Brytanii na UK Singles Chart. Trzech Tenorów wykonało arię podczas trzech kolejnych finałów Mistrzostw Świata. Pavarotti wykonał utwór ponownie na swoim ostatnim koncercie podczas Zimowych Igrzysk Olimpijskich 2006, jednak z uwagi na niską temperaturę zarówno jego śpiew, jak i gra orkiestry zostały nagrane przed koncertem.
Aria była wykorzystywana w filmach, a wielu artystów wykonało jej aranżację. Roy Orbison i Jeff Lynne nagrali w 1989 roku popową wersję „A Love So Beautiful” wydaną w 1989 roku na albumie Mystery Girl. Podobnie jak w przypadku Pucciniego, Orbison nie dożył premiery swojego utworu. Zmarł na atak serca na miesiąc przed wydaniem płyty. Aretha Franklin w zastępstwie za chorego Pavarottiego wykonała ten utwór w 1998 roku na 40. rozdaniu nagród Grammy. Amerykański zespół heavy metalowy Manowar nagrał cover w 2002 roku.

## Libretto
| Wersja oryginalna: Kalaf: Nessun dorma! Nessun dorma! Tu pure, o Principessa, nella tua fredda stanza guardi le stelle che tremano d’amore e di speranza. Ma il mio mistero è chiuso in me, il nome mio nessun saprà! No, no, sulla tua bocca lo dirò, quando la luce splenderà. Ed il mio bacio scioglierà il silenzio che ti fa mia. Chór: Il nome suo nessun saprà. E noi dovrem, ahimè, morir, morir! Kalaf: Dilegua, o notte! Tramontate, stelle! Tramontate, stelle! All’alba vincerò! Vincerò! | Tłumaczenie polskie: Kalaf: Nikomu nie wolno spać! Nikomu nie wolno spać! Ty także, o księżniczko, w chłodnej twojej komnacie. Popatrz w gwiazdy i ich drżenia, drżenia miłości i nadziei. Lecz tajemnica kryje się we mnie, i mego miana nikt się nie dowie! Nie, nie, na twoich ustach ja to powiem, gdy brzask światła już zajaśnieje. A pocałunek mój przypieczętuje to milczenie, w którym stajesz się moją. Chór: I jego miana nikt się nie dowie. A my, niestety, będziemy musieli umrzeć, umrzeć! Kalaf: Odbieżaj, o nocy, zachodźcie co najrychlej gwiazdy O świcie ja zwyciężę! Zwyciężę! |